# Władysław Klimczyk
Władysław Klimczyk (ur. 13 maja 1934, zm. 12 listopada 2005) – polski działacz państwowy i menedżer, w latach 1984–1990 przewodniczący Prezydium WRN w Częstochowie.

## Życiorys
Należał do Polskiej Zjednoczonej Partii Robotniczej. Od czerwca 1984 do 1990 zajmował stanowisko ostatniego przewodniczącego Prezydium Wojewódzkiej Rady Narodowej w Częstochowie. W III RP związany z sektorem prywatnym, do 2003 pełnił funkcję prezesa spółki włókienniczej Stradom. Współautor co najmniej jednego patentu z tej branży.
Został pochowany na Cmentarzu Rakowskim w Częstochowie.